# إنجوي فينيكس
إنجوي فينيكس (بالفرنسية: EnjoyPhoenix) واسمها الحقيقي ماري لوبيز، من مواليد 18 مارس 1995 في باريس هي مدونة فرنسية ومصممة أزياء ومقدمة تلفزيون الواقع ٱكتسبت شهرة واسعة بفضل قناتها الخاصة في يوتيوب والتي تتوفر على حوالي مليونين مشترك، حيث تختص بأسلوب الحياة والجمال والموضة.
ولدت ماري في العاصمة باريس لكنها قضت جل طفولتها في مدينة ليون بعد ٱنفصال والديها حيث عاشت رفقة أبيها وزوجته. في مرحلة المراهقة، كانت ماري تشعر بأنها قبيحة المنظر لذلك أخذت تبالغ في ٱستخدام مصفف الشعر لدرجة أهلتها الحصول على خبرة كاملة ساعدتها في وقت لاحق، عندما أطلقت قناة يوتيوب الخاصة بها وهي في سن 16 عشر في مارس 2011، مع أول تسجيل فيديو لها بعنوان "Boucles avec un lisseur".
في تلك الفترة عانت ماري من عدة مضايقات من قبل زملائها في المدرسة الثانوية حيث صرحت أنها كانت «كبش فداء» لهم، ولكي تحارب ذلك أنشأت قناتها الخاصة لتقتسم معاناتها مع كل شخص في وضعيتها، فٱختارت ٱسم إنجوي فينيكس  حيث (إنجوي بالإنجليزية Enjoy وتعني الإستمتاع )، و (فينيكس  بالإنجليزية Phoenix وتعني طائر العنقاء الخرافي الذي يولد من رماده ) كما قالت أيضا في بعض أشرطتها المسجلة أن فينيكس هي إشارة لولاية أريزونا بالولايات المتحدة.